# Rynek w Gliwicach
Rynek w Gliwicach – rynek znajduje się w centrum Gliwic i ma wymiary około 75 × 75 metrów.

## Historia
Rynek w Gliwicach ma kwadratowy kształt, a z każdego rogu odchodzą dwie uliczki. Kształt rynku oraz uliczki gliwickiej Starówki został ukształtowany w okresie lokacji miasta w średniowieczu. Na środku rynku znajduje się ratusz, a w zachodniej części fontanna z Neptunem. Kamienice znajdujące się przy rynku pochodzą w większości z XIX i XX wieku i zostały poważnie zniszczone podczas II wojny światowej.
Po 1946 roku rynek odbudowano i zrewaloryzowano według projektu inżyniera Franciszka Maurera, absolwenta Politechniki Lwowskiej i późniejszego profesora Politechniki Śląskiej.
W 2010 roku została przeprowadzona wymiana nawierzchni rynku oraz przeprowadzone prace archeologiczne, podczas których znaleziono studnie. W ostatnich latach przeprowadzano też renowację kamieniczek, znajdujących się przy rynku.
W grudniu 2021 roku zapowiedziano remont gliwickiego rynku. Celem remontu ma być zwiększenie liczby roślin i "odbetonowanie" rynku celem zwiększenia jego atrakcyjności dla turystów i mieszkańców, zwłaszcza w upalne dni. Zaplanowano także postawienie nowych ławek.

## Zabytki
Przy Rynku zlokalizowane są następujące historyczne obiekty, wpisane do rejestru zabytków:
- Ratusz miejski z przełomu XVIII i XIX wieku;
- Dom Plastyka (Rynek 6), wybudowany na przełomie XIX/XX wieku na starych kamienno-ceglanych piwnicach poprzedniego obiektu (XV wiek);[4]

- Fontanna z Neptunem.

## Galeria

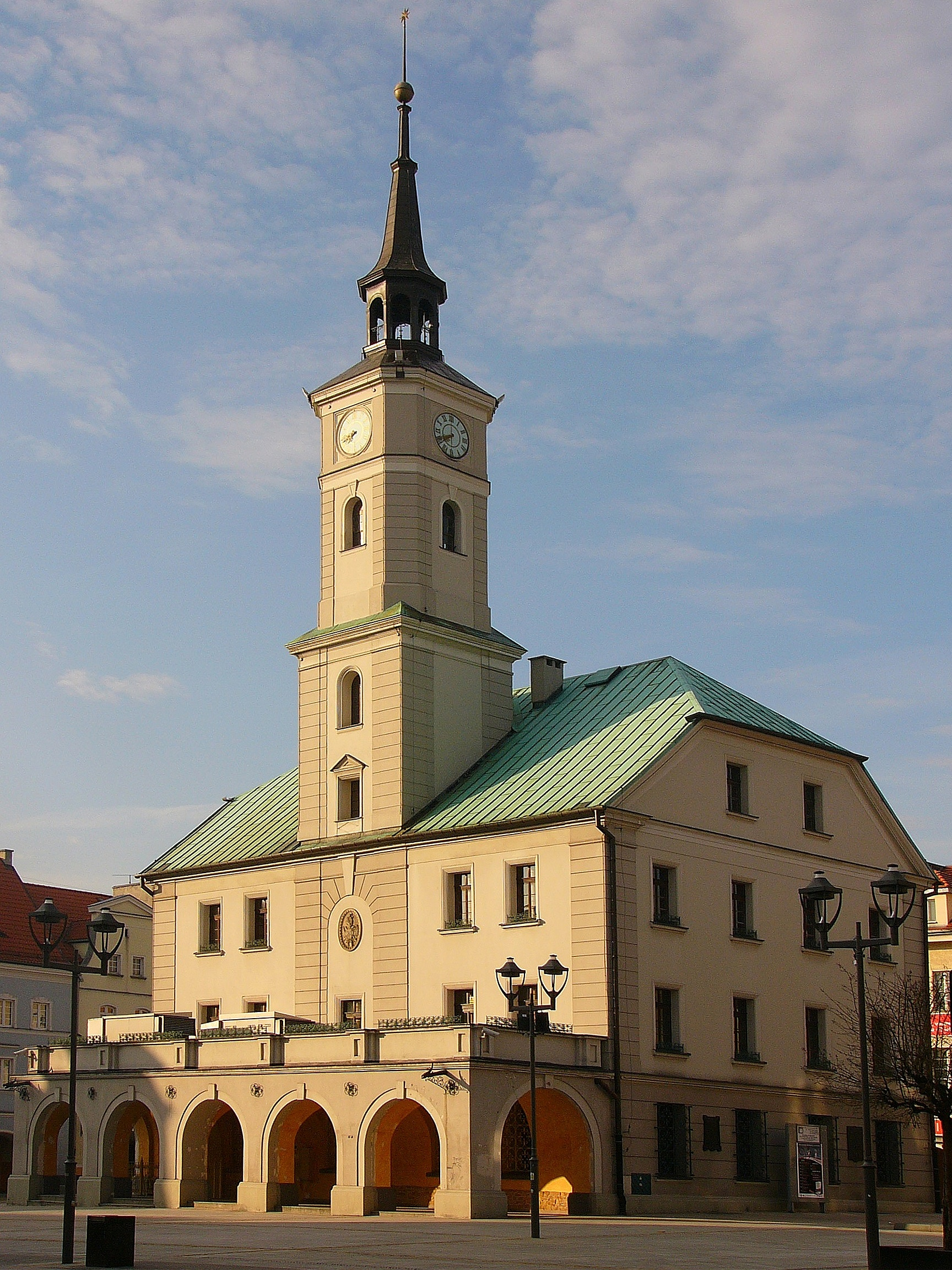
Ratusz na rynku
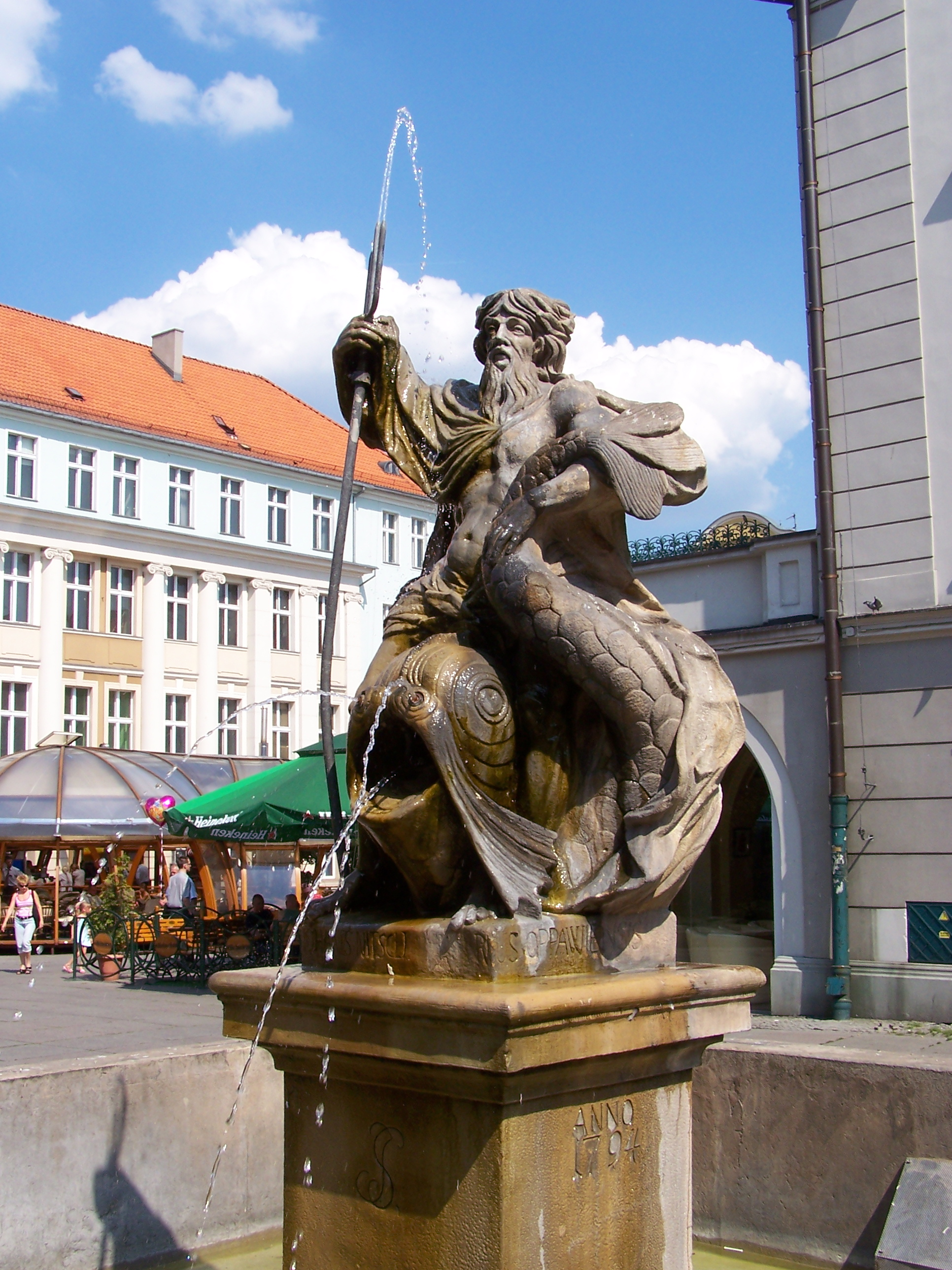
Fontanna z Neptunem na rynku
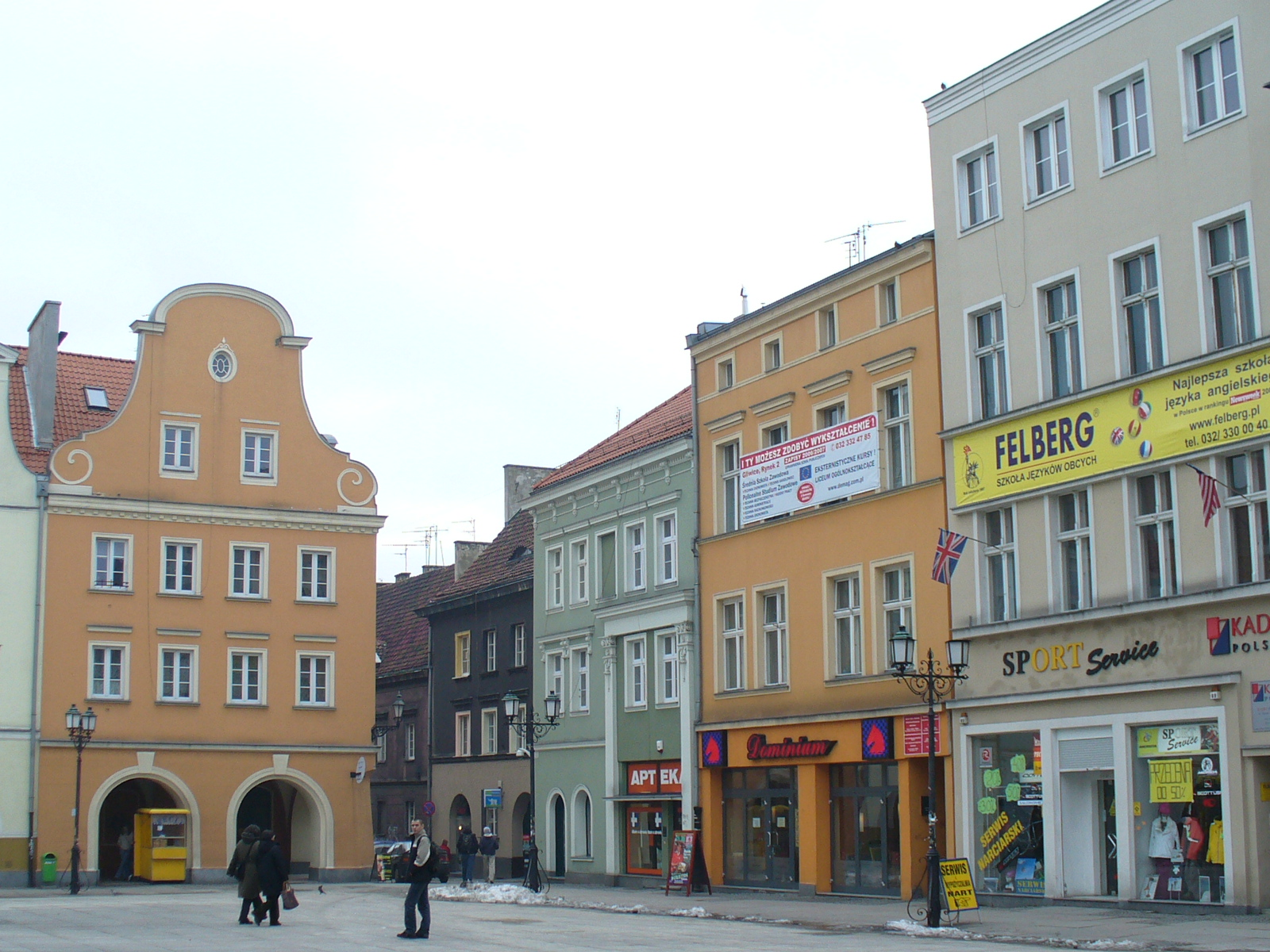
Kamieniczki na rynku
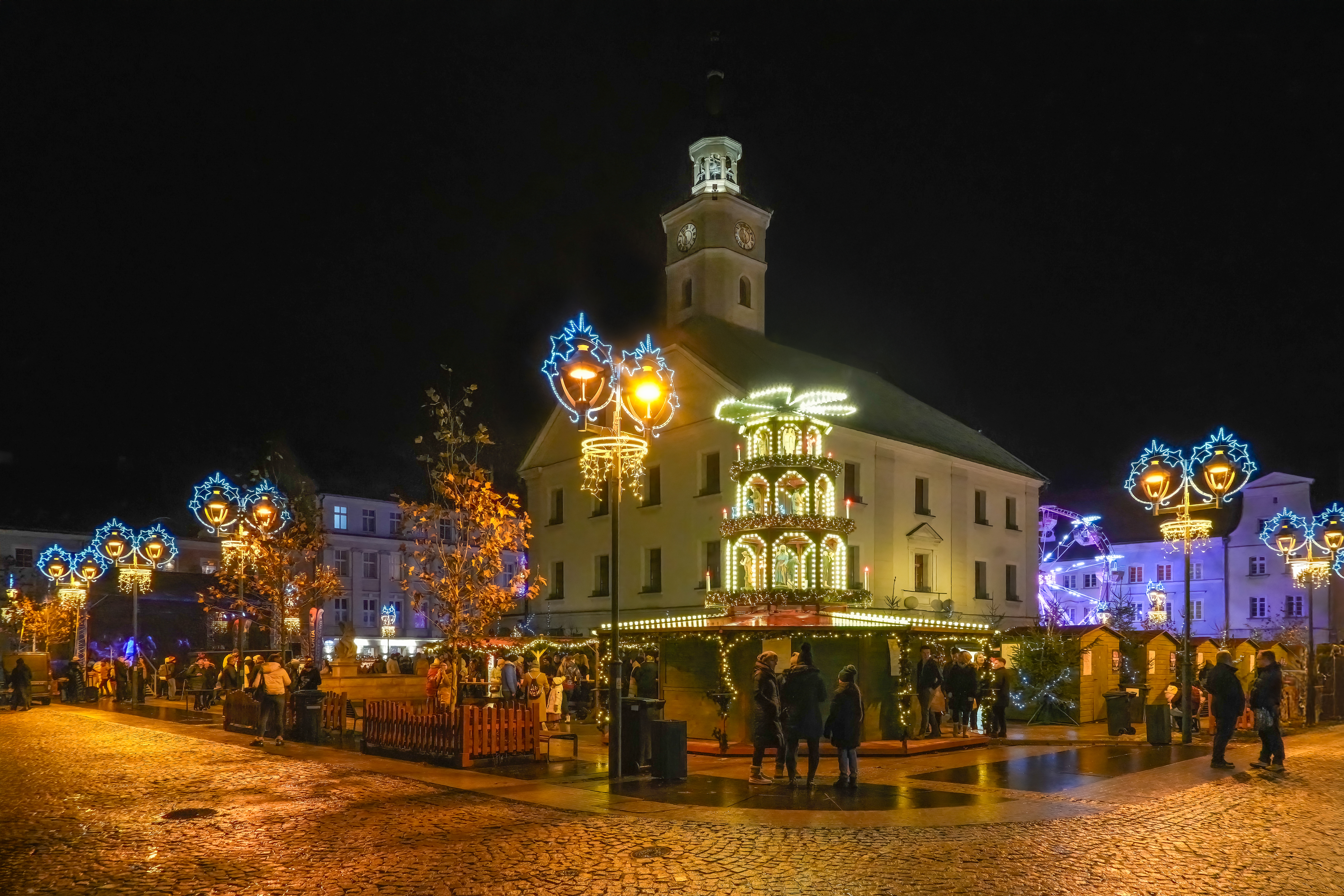
Rynek nocą w okresie świątecznym